# Simon Kjær
Simon Thorup Kjær (Horsens, 26 marzo 1989) è un ex calciatore danese, di ruolo difensore.
Con la nazionale danese, di cui è il secondo calciatore con più presenze (132), ha partecipato a tre campionati mondiali (2010, 2018 e 2022) e a tre campionati europei (2012, 2020 e 2024). Nel 2009 e nel 2021 è stato nominato Calciatore danese dell'anno.
Nel 2021 è stato insignito, assieme allo staff medico della nazionale danese, dell'UEFA President's Award, per aver prestato soccorso a Christian Eriksen, vittima di un arresto cardiaco durante una partita del campionato europeo 2020. Nello stesso anno viene inserito nei trenta finalisti per la vittoria del Pallone d'oro, classificandosi 18º.

## Caratteristiche tecniche
All'inizio della sua carriera viene considerato tra i difensori più talentuosi della sua generazione. Nel 2010 è stato inserito nella lista dei migliori calciatori nati dopo il 1989 stilata dalla rivista Don Balón.
Possiede senso della posizione, forza fisica ed è ottimo nell'anticipo e nel gioco aereo. Sovente è presente nell'area di rigore avversaria durante l'esecuzione di un calcio d'angolo o di una punizione per sfruttare le sue doti di saltatore. Le stesse caratteristiche vengono ribadite da Delio Rossi, suo allenatore al Palermo, che lo ha reputato «il miglior difensore mai allenato in carriera». Si distingue anche per le sue doti d'impostazione dalla difesa.
Durante la sua esperienza al Lilla si è specializzato nei calci di punizione, andando in gol in qualche occasione.

## Carriera

### Club

#### Midtjylland
La sua prima stagione da professionista è la 2007-2008, in cui gioca 19 partite della Superliga con la maglia del Midtjylland. L'esordio avviene all'11ª giornata di campionato, in Midtjylland-Aarhus (2-0).
Nel frattempo prende parte al Torneo di Viareggio 2008, competizione nella quale si mette in luce segnando un gol all'esordio contro il Sansovino su calcio di rigore.

#### Palermo
L'annuncio del suo acquisto da parte del Palermo per 3,025 milioni di euro è datato 16 febbraio 2008, ma è stato aggregato alla squadra solo a fine stagione. Tale clausola è poi scaduta il 10 giugno 2009, per poi tornare in vigore nella stagione successiva. Il Palermo, nella figura del direttore sportivo Rino Foschi, aveva inizialmente fatto un'offerta più bassa; poi, con un'offerta alzata a 4 milioni, si è aggiudicato le prestazioni del difensore.
Esordisce in Serie A il 26 ottobre 2008, all'età di 19 anni, entrando nel secondo tempo di Palermo-Fiorentina (1-3), subentrando a Paolo Dellafiore. Il successivo 2 novembre realizza il suo primo gol in Serie A, in Palermo-Chievo (3-0), partita in cui il danese brilla anche perché si procura un calcio di rigore sullo 0-0 trasformato da Miccoli. A questo gol ne è seguito un altro contro il Lecce (partita finita 5-2). Segnerà il suo terzo e ultimo gol stagionale nella partita contro il Bologna (4-1), concludendo la stagione, che lo ha visto molto spesso titolare, con 27 presenze.
Nella stagione 2009-2010 è titolare fisso vista anche la squalifica del pari ruolo Moris Carrozzieri, e per premiare i suoi risultati gli viene raddoppiato l'ingaggio. Nella seconda stagione al Palermo colleziona complessivamente 38 presenze, 35 in campionato (con 2 gol) e 3 in Coppa Italia. Le 2 reti sono state segnate in trasferta contro il Bologna (sconfitta per 3-1) e in casa contro il Cagliari (vittoria per 2-1).
Conclude la sua esperienza biennale in rosanero con 65 presenze totali e 5 gol.

#### Wolfsburg e parentesi Roma
Di rientro dal campionato del mondo in Sudafrica, l'8 luglio 2010 viene acquistato dal Wolfsburg per 12,5 milioni di euro.
L'esordio con la nuova maglia avviene il 15 agosto 2010 nella partita di Coppa di Germania vinta per 2-1 in trasferta contro il Preußen Münster, giocando titolare. Cinque giorni più tardi esordisce nel campionato tedesco, scendendo in campo in Bayern Monaco-Wolfsburg (2-1), prima giornata di campionato. Il 22 gennaio 2011 segna all'82' la sua prima rete nel campionato tedesco, decisiva per la vittoria in trasferta per 1-0 contro il Magonza. Chiude la sua prima stagione da titolare in Germania con 32 presenze in campionato e 2 in coppa di Germania.
Inizia la stagione 2011-2012 in Germania, disputando 3 partite di campionato e una di Coppa prima di lasciare la squadra per accasarsi, il 31 agosto 2011, agli italiani della Roma che lo prelevano in prestito oneroso per 3 milioni di euro, con diritto di riscatto fissato a 7 milioni.
Voluto dal direttore sportivo giallorosso Walter Sabatini, il quale lo conobbe ai tempi del Palermo, il danese percepisce 3,6 milioni a salire fino a 4,7 milioni lordi, oltre ai bonus. Il 17 settembre esordisce in maglia giallorossa giocando da titolare la terza giornata di campionato pareggiata per 0-0 in casa dell'Inter; in questo modo, è tornato a giocare nella massima serie italiana, contando a fine stagione 22 presenze in campionato e 2 in Coppa Italia. A fine stagione la Roma decide di non riscattarlo, e dunque fa ritorno al Wolfsburg, dove resta per un'ulteriore stagione.

#### Lilla e Fenerbahçe

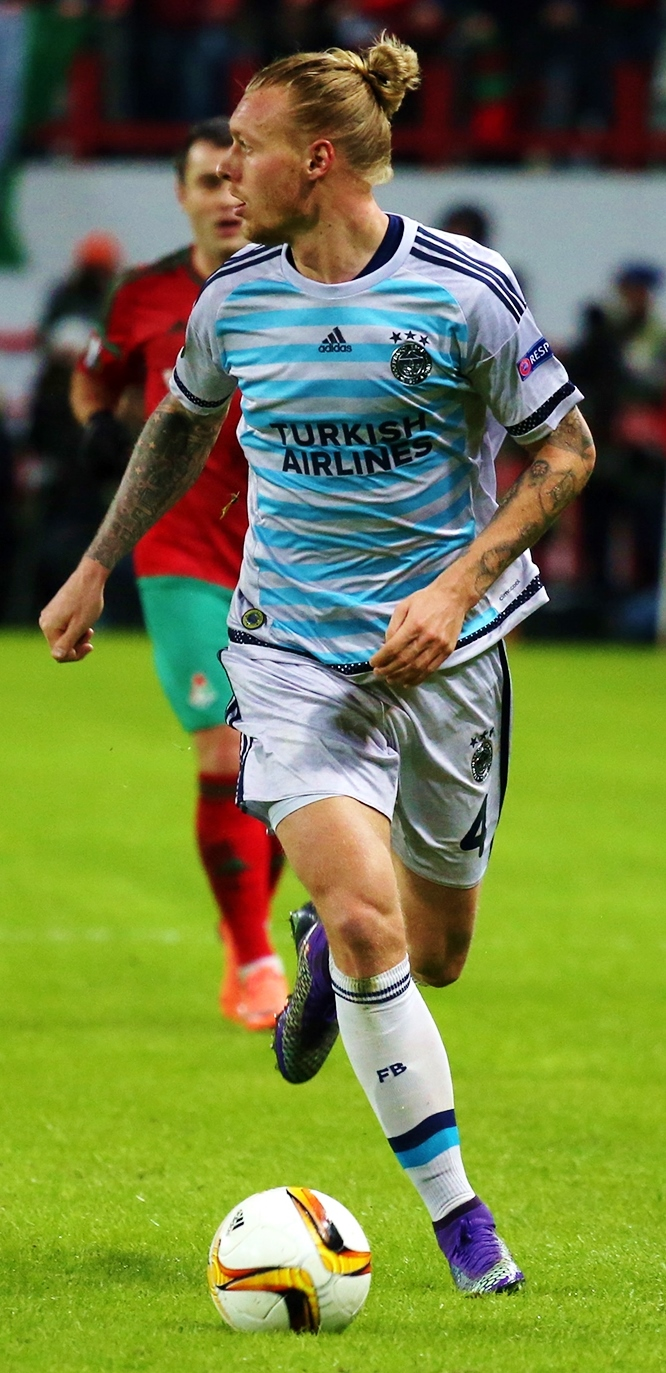
Kjær con la maglia del nel 2016

Il 5 luglio 2013 viene messo sotto contratto dal Lilla. Esordisce con la maglia dei francesi il 10 agosto 2013 in occasione della vittoria interna per 1-0 contro il Lorient. Il 21 gennaio 2014 segna il primo gol in Francia e con la maglia del Lilla nella partita vinta per 3-0 sul campo del Croix, valida per i sedicesimi di finale di Coupe de France. Conclude la prima stagione con la maglia del Lilla con 37 presenze e 1 gol in totale.
La prima presenza nella stagione 2014-2015 la trova nell'andata del terzo turno preliminare di UEFA Champions League nella gara Grasshoppers-Lilla (0-2). Il 23 agosto 2014 trova il primo gol nel campionato francese nella gara vinta 2-0 in casa contro il Lorient. Il 18 settembre segna il suo primo gol in carriera e con la maglia del Lilla in Europa League, nella gara pareggiata 1-1 in casa contro il Krasnodar.
Il 17 giugno 2015 viene acquistato dal Fenerbahçe, con il quale disputa due stagioni, ottenendo un 3º e un 2º posto nella Süper Lig.

#### Siviglia e Atalanta

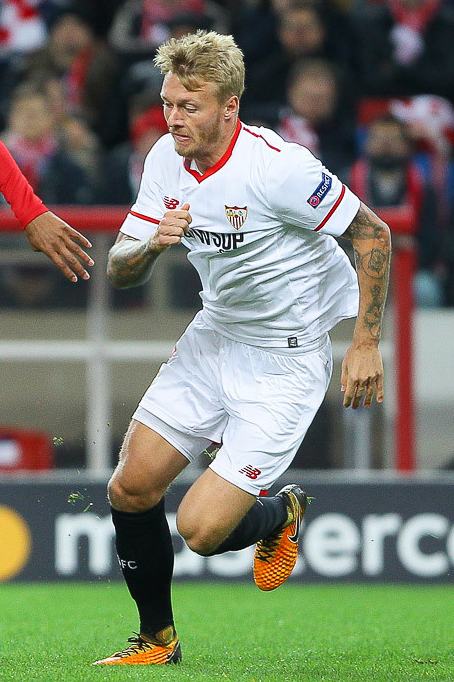
Kjær in azione con il nel 2017

Il 31 luglio 2017 si trasferisce al Siviglia, dove resta per un biennio, collezionando in totale 64 presenze e 3 reti.
Il 2 settembre 2019 viene ceduto in prestito all'Atalanta. Debutta con i bergamaschi il 26 settembre in occasione del successo esterno per 2-0 contro la Roma. In nerazzurro però trova poco spazio anche a causa di problemi tattici riguardanti il suo mancato adattamento alla difesa a 3 utilizzata dal tecnico Gasperini.

#### Milan e ritiro

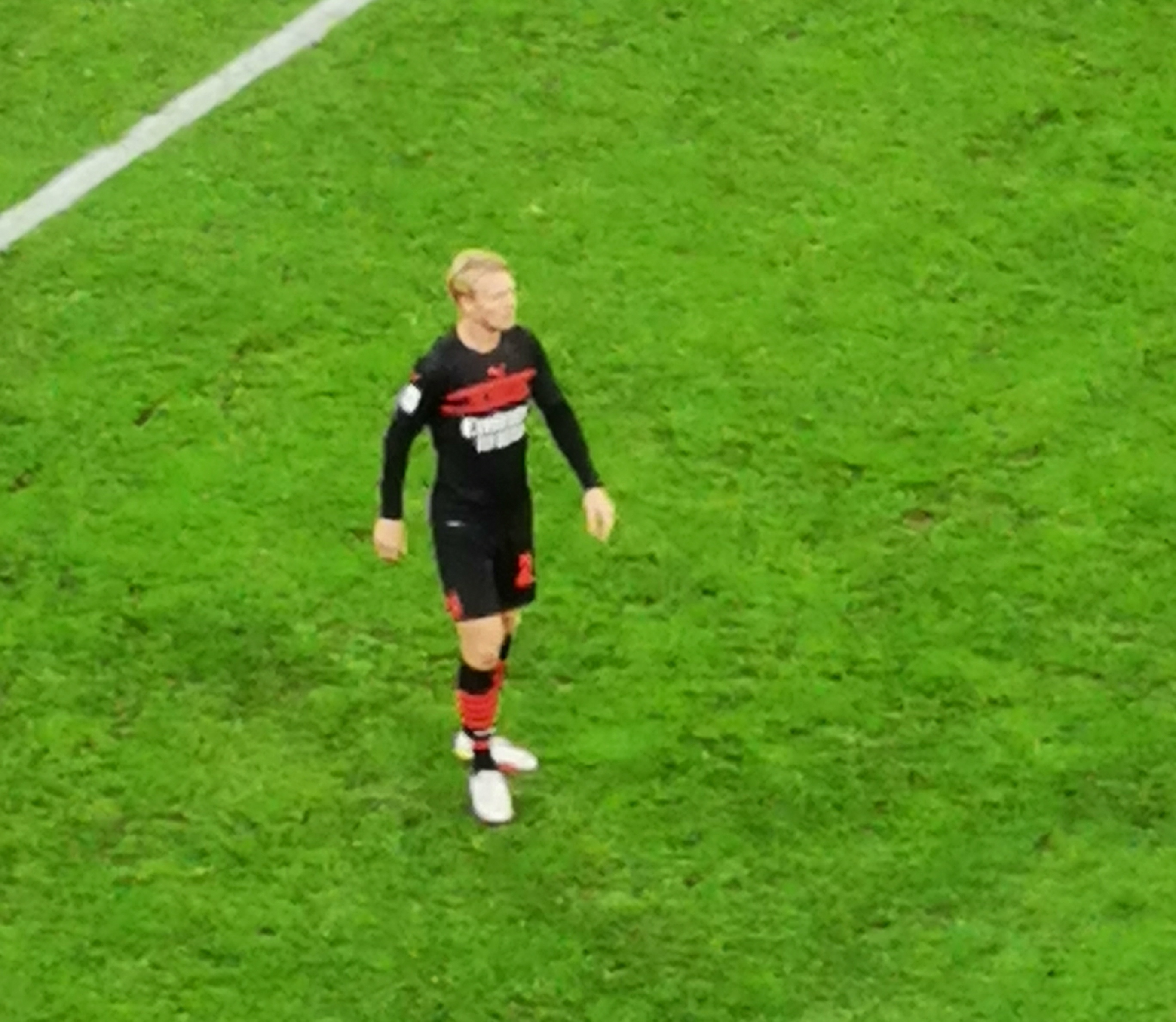
Kjær con la maglia del nel 2021

Il 13 gennaio 2020, dopo aver rescisso il contratto con l'Atalanta, passa al Milan in prestito con diritto di riscatto. Esordisce in maglia rossonera due giorni più tardi, in occasione della gara degli ottavi di finale di Coppa Italia vinta per 3-0 contro la SPAL. Il 19 gennaio esordisce con il Milan anche in Serie A, nel successo per 3-2 contro l'Udinese. Diviene subito titolare della retroguardia rossonera fornendo buone prestazioni in serie, tanto che il 14 luglio viene acquistato dai rossoneri a titolo definitivo.
All'inizio della stagione successiva, il 1º ottobre 2020, trasforma in rete il rigore decisivo nella lunga serie di tiri di rigore contro il Rio Ave, nel play-off di Europa League che garantisce al Milan la partecipazione alla fase a gironi del torneo dopo due anni di assenza. Anche in quest'annata il difensore danese si conferma titolare della retroguardia rossonera, contribuendo a portare il Milan in testa alla Serie A dopo il girone di andata. L'11 marzo 2021 realizza il suo primo e unico gol con il Milan nella sfida di andata degli ottavi di finale di Europa League contro il Manchester Utd all'Old Trafford (1-1). Alla fine della stagione, grazie anche al suo contributo difensivo, i rossoneri si piazzano secondi in campionato, qualificandosi nuovamente alla UEFA Champions League dopo sette anni di assenza.
Nella stagione seguente, il 15 settembre 2021, gioca la prima partita in UEFA Champions League con la maglia del Milan, perdendo per 3-2 in casa del Liverpool. Il 1º dicembre 2021, durante i primi minuti della partita Genoa-Milan (0-3), subisce un infortunio al legamento crociato anteriore ed al legamento collaterale mediale del ginocchio sinistro e termina anzitempo la stagione, essendo costretto ad uno stop di sei mesi. Il 22 maggio vince il suo primo scudetto con la maglia rossonera. 
Rientrato dall'infortunio, nella stagione seguente ricopre il ruolo di riserva, dietro Pierre Kalulu. Il 18 gennaio 2023, gioca da titolare la Supercoppa italiana contro l'Inter, persa per 3-0.
Kjær lascia il Milan al termine della stagione 2023-2024, alla scadenza naturale del proprio contratto.
Rimasto svincolato, il 13 gennaio 2025 annuncia il proprio ritiro in un'intervista a TV 2.

### Nazionale

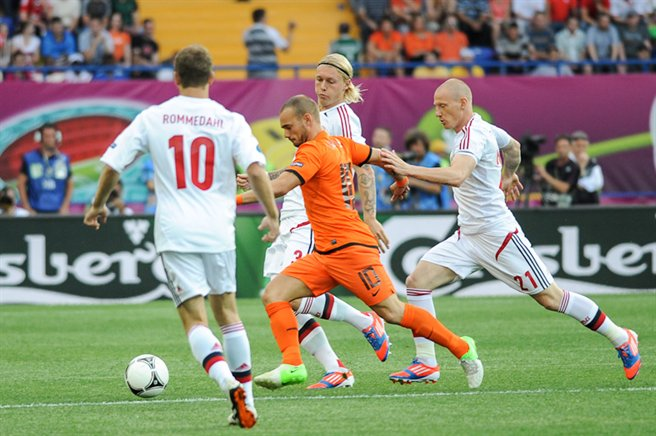
Kjær in marcatura sull'olandese Sneijder al campionato europeo 2012

Dopo le apparizioni con le rappresentative giovanili della Danimarca (è stato capitano della selezione Under-19), il 4 febbraio 2009 riceve la prima convocazione in nazionale maggiore per l'amichevole dell'11 febbraio ad Atene contro la Grecia (1-1), nella quale tuttavia non viene impiegato.
Esordisce in nazionale il 6 giugno 2009, a 20 anni, nella partita di qualificazione al mondiale 2010 vinta in trasferta contro la Svezia (0-1), e viene poi impiegato in altre 3 partite delle qualificazioni.
Il 27 maggio 2010, nell'amichevole pre-mondiale contro il Senegal (vinta per 2-0), si infortuna al legamento del ginocchio destro uscendo in barella al 79'. Temuto inizialmente qualcosa di grave, nella giornata successiva indagini strumentali hanno escluso la sua assenza dal campionato mondiale 2010, venendo quindi inserito nella rosa di 23 giocatori che prenderà parte al torneo iridato in Sudafrica. Esordisce nella manifestazione il 14 giugno, prima giornata del Gruppo E, in cui la sua squadra perde per 2-0 contro i Paesi Bassi e lui viene ammonito; nella seconda giornata del girone, nella partita vinta per 2-1 contro il Camerun, viene ammonito all'87' e, già diffidato, salta la terza e ultima partita del primo turno (da giocare contro il Giappone) per squalifica. Con la sua squadra eliminata alla prima fase della competizione, chiude il suo primo mondiale con 2 presenze.
Il 7 settembre 2010 gioca la prima partita di qualificazione al campionato europeo 2012, vinta dalla Danimarca per 1-0 sull'Islanda. Ancora convocabile per il campionato europeo Under-21 del 2011, non viene inserito nella lista dal CT Keld Bordinggaard, che rinuncia alla sua presenza dopo che il Wolfsburg non concede il via libera al giocatore. Convocato per il campionato europeo 2012, è schierato come titolare dal CT Morten Olsen in tutte e tre le partite della fase a gironi, turno non superato dalla sua nazionale. Segna la prima rete in nazionale alla 31ª presenza, nella partita vinta in trasferta per 3-0 contro la Repubblica Ceca disputata il 22 marzo 2013 e valida per le qualificazioni al mondiale 2014.
Nel giugno del 2016, dopo il ritiro di Daniel Agger, diventa ufficialmente il capitano della nazionale danese, che guida al campionato mondiale 2018 in Russia, scendendo in campo da titolare nelle quattro partite giocate dai danesi, eliminati ai tiri di rigore agli ottavi di finale dalla Croazia.
Il 14 ottobre 2020 raggiunge quota 100 presenze in nazionale, nella partita di UEFA Nations League vinta per 1-0 contro l'Inghilterra a Wembley.
Il 12 giugno 2021, in occasione della partita che la Danimarca disputa allo Stadio Parken di Copenaghen contro la Finlandia, primo match del girone B del campionato europeo 2020, si trova a dover prestare soccorso al proprio compagno di squadra Christian Eriksen, accasciatosi a terra intorno al 43' del primo tempo per un arresto cardiaco. Nel prosieguo del torneo, la Danimarca raggiunge la semifinale, venendo eliminata dall'Inghilterra nei tempi supplementari, in cui causa un autogol per la propria squadra nel primo tempo.
Nel novembre del 2022, viene incluso dal CT Kasper Hjulmand nella rosa partecipante ai Mondiali di calcio in Qatar.
Il 14 ottobre 2023 raggiunge quota 129 presenze con la selezione danese nella gara per 3-1 contro il Kazakistan, eguagliando il record di Peter Schmeichel. Tre giorni dopo supera Schmeichel disputanto la sfida vinta 1-2 in casa di San Marino.
Nel maggio del 2024, viene incluso dal CT Hjulmand nella lista dei convocati per Euro 2024, in cui però non scende mai in campo.
Il 23 agosto dello stesso anno, annuncia il proprio ritiro dalla nazionale danese, con cui ha totalizzato 132 presenze in 15 anni.

## Statistiche

### Presenze e reti nei club
| Stagione          | Squadra           | Campionato        | Campionato | Campionato | Coppe nazionali | Coppe nazionali | Coppe nazionali | Coppe continentali | Coppe continentali | Coppe continentali | Altre coppe | Altre coppe | Altre coppe | Totale | Totale |
| Stagione          | Squadra           | Comp              | Pres       | Reti       | Comp            | Pres            | Reti            | Comp               | Pres               | Reti               | Comp        | Pres        | Reti        | Pres   | Reti   |
| ----------------- | ----------------- | ----------------- | ---------- | ---------- | --------------- | --------------- | --------------- | ------------------ | ------------------ | ------------------ | ----------- | ----------- | ----------- | ------ | ------ |
| 2007-2008         | Midtjylland       | SL                | 19         | 0          | CD              | 2               | 0               | -                  | -                  | -                  | -           | -           | -           | 21     | 0      |
| 2008-2009         | Palermo           | A                 | 27         | 3          | CI              | 0               | 0               | -                  | -                  | -                  | -           | -           | -           | 27     | 3      |
| 2009-2010         | Palermo           | A                 | 35         | 2          | CI              | 3               | 0               | -                  | -                  | -                  | -           | -           | -           | 38     | 2      |
| Totale Palermo    | Totale Palermo    | Totale Palermo    | 62         | 5          |                 | 3               | 0               |                    | -                  | -                  |             | -           | -           | 65     | 5      |
| 2010-2011         | Wolfsburg         | BL                | 32         | 1          | CG              | 2               | 0               | -                  | -                  | -                  | -           | -           | -           | 34     | 1      |
| lug.-ago. 2011    | Wolfsburg         | BL                | 3          | 0          | CG              | 1               | 0               | -                  | -                  | -                  | -           | -           | -           | 4      | 0      |
| 2011-2012         | Roma              | A                 | 22         | 0          | CI              | 2               | 0               | UEL                | 0                  | 0                  | -           | -           | -           | 24     | 0      |
| 2012-2013         | Wolfsburg         | BL                | 22         | 2          | CG              | 3               | 0               | -                  | -                  | -                  | -           | -           | -           | 25     | 2      |
| Totale Wolfsburg  | Totale Wolfsburg  | Totale Wolfsburg  | 57         | 3          |                 | 6               | 0               |                    | -                  | -                  |             | -           | -           | 63     | 3      |
| 2013-2014         | Lilla             | L1                | 35         | 0          | CF+CdL          | 2+0             | 1+0             | -                  | -                  | -                  | -           | -           | -           | 37     | 1      |
| 2014-2015         | Lilla             | L1                | 31         | 1          | CF+CdL          | 0+2             | 0+1             | UCL+UEL            | 4+5                | 0+1                | -           | -           | -           | 42     | 3      |
| Totale Lilla      | Totale Lilla      | Totale Lilla      | 66         | 1          |                 | 4               | 2               |                    | 9                  | 1                  |             | -           | -           | 79     | 4      |
| 2015-2016         | Fenerbahçe        | SL                | 28         | 2          | TK              | 6               | 0               | UCL+UEL            | 2+9                | 0                  | -           | -           | -           | 45     | 2      |
| 2016-2017         | Fenerbahçe        | SL                | 27         | 1          | TK              | 5               | 0               | UCL+UEL            | 2+9                | 0+2                | -           | -           | -           | 43     | 3      |
| Totale Fenerbahçe | Totale Fenerbahçe | Totale Fenerbahçe | 55         | 3          |                 | 11              | 0               |                    | 22                 | 2                  |             | -           | -           | 88     | 5      |
| 2017-2018         | Siviglia          | PD                | 20         | 2          | CR              | 1               | 0               | UCL                | 6                  | 1                  | -           | -           | -           | 27     | 3      |
| 2018-2019         | Siviglia          | PD                | 26         | 0          | CR              | 3               | 0               | UEL                | 7                  | 0                  | SS          | 1           | 0           | 37     | 0      |
| Totale Siviglia   | Totale Siviglia   | Totale Siviglia   | 46         | 2          |                 | 4               | 0               |                    | 13                 | 1                  |             | 1           | 0           | 64     | 3      |
| 2019-gen. 2020    | Atalanta          | A                 | 5          | 0          | CI              | 0               | 0               | UCL                | 1                  | 0                  | -           | -           | -           | 6      | 0      |
| gen.-ago. 2020    | Milan             | A                 | 15         | 0          | CI              | 4               | 0               | -                  | -                  | -                  | -           | -           | -           | 19     | 0      |
| 2020-2021         | Milan             | A                 | 28         | 0          | CI              | 1               | 0               | UEL                | 10                 | 1                  | -           | -           | -           | 39     | 1      |
| 2021-2022         | Milan             | A                 | 11         | 0          | CI              | 0               | 0               | UCL                | 3                  | 0                  | -           | -           | -           | 14     | 0      |
| 2022-2023         | Milan             | A                 | 17         | 0          | CI              | 0               | 0               | UCL                | 6                  | 0                  | SI          | 1           | 0           | 24     | 0      |
| 2023-2024         | Milan             | A                 | 20         | 0          | CI              | 1               | 0               | UCL+UEL            | 1+3                | 0                  | -           | -           | -           | 25     | 0      |
| Totale Milan      | Totale Milan      | Totale Milan      | 91         | 0          |                 | 6               | 0               |                    | 23                 | 1                  |             | 1           | 0           | 121    | 1      |
| Totale carriera   | Totale carriera   | Totale carriera   | 423        | 14         |                 | 38              | 2               |                    | 68                 | 5                  |             | 2           | 0           | 531    | 21     |

### Cronologia presenze e reti in nazionale
| Cronologia completa delle presenze e delle reti in nazionale ― Danimarca | Cronologia completa delle presenze e delle reti in nazionale ― Danimarca | Cronologia completa delle presenze e delle reti in nazionale ― Danimarca | Cronologia completa delle presenze e delle reti in nazionale ― Danimarca | Cronologia completa delle presenze e delle reti in nazionale ― Danimarca | Cronologia completa delle presenze e delle reti in nazionale ― Danimarca | Cronologia completa delle presenze e delle reti in nazionale ― Danimarca | Cronologia completa delle presenze e delle reti in nazionale ― Danimarca |
| Data                                                                     | Città                                                                    | In casa                                                                  | Risultato                                                                | Ospiti                                                                   | Competizione                                                             | Reti                                                                     | Note                                                                     |
| ------------------------------------------------------------------------ | ------------------------------------------------------------------------ | ------------------------------------------------------------------------ | ------------------------------------------------------------------------ | ------------------------------------------------------------------------ | ------------------------------------------------------------------------ | ------------------------------------------------------------------------ | ------------------------------------------------------------------------ |
| 6-6-2009                                                                 | Solna                                                                    | Svezia                                                                   | 0 – 1                                                                    | Danimarca                                                                | Qual. Mondiali 2010                                                      | -                                                                        |                                                                          |
| 12-8-2009                                                                | Brøndby                                                                  | Danimarca                                                                | 1 – 2                                                                    | Cile                                                                     | Amichevole                                                               | -                                                                        | 66’                                                                      |
| 5-9-2009                                                                 | Copenaghen                                                               | Danimarca                                                                | 1 – 1                                                                    | Portogallo                                                               | Qual. Mondiali 2010                                                      | -                                                                        | 60’                                                                      |
| 9-9-2009                                                                 | Tirana                                                                   | Albania                                                                  | 1 – 1                                                                    | Danimarca                                                                | Qual. Mondiali 2010                                                      | -                                                                        |                                                                          |
| 10-10-2009                                                               | Copenaghen                                                               | Danimarca                                                                | 1 – 0                                                                    | Svezia                                                                   | Qual. Mondiali 2010                                                      | -                                                                        |                                                                          |
| 14-11-2009                                                               | Esbjerg                                                                  | Danimarca                                                                | 0 – 0                                                                    | Corea del Sud                                                            | Amichevole                                                               | -                                                                        |                                                                          |
| 18-11-2009                                                               | Aarhus                                                                   | Danimarca                                                                | 3 – 1                                                                    | Stati Uniti                                                              | Amichevole                                                               | -                                                                        |                                                                          |
| 3-3-2010                                                                 | Vienna                                                                   | Austria                                                                  | 2 – 1                                                                    | Danimarca                                                                | Amichevole                                                               | -                                                                        |                                                                          |
| 27-5-2010                                                                | Aalborg                                                                  | Danimarca                                                                | 2 – 0                                                                    | Senegal                                                                  | Amichevole                                                               | -                                                                        |                                                                          |
| 14-6-2010                                                                | Johannesburg                                                             | Paesi Bassi                                                              | 2 – 0                                                                    | Danimarca                                                                | Mondiali 2010 - 1º turno                                                 | -                                                                        | 63’                                                                      |
| 19-6-2010                                                                | Pretoria                                                                 | Camerun                                                                  | 1 – 2                                                                    | Danimarca                                                                | Mondiali 2010 - 1º turno                                                 | -                                                                        | 87’                                                                      |
| 11-8-2010                                                                | Copenaghen                                                               | Danimarca                                                                | 2 – 2                                                                    | Germania                                                                 | Amichevole                                                               | -                                                                        |                                                                          |
| 7-9-2010                                                                 | Copenaghen                                                               | Danimarca                                                                | 1 – 0                                                                    | Islanda                                                                  | Qual. Euro 2012                                                          | -                                                                        |                                                                          |
| 8-10-2010                                                                | Porto                                                                    | Portogallo                                                               | 3 – 1                                                                    | Danimarca                                                                | Qual. Euro 2012                                                          | -                                                                        |                                                                          |
| 12-10-2010                                                               | Copenaghen                                                               | Danimarca                                                                | 2 – 0                                                                    | Cipro                                                                    | Qual. Euro 2012                                                          | -                                                                        |                                                                          |
| 9-2-2011                                                                 | Copenaghen                                                               | Danimarca                                                                | 1 – 2                                                                    | Inghilterra                                                              | Amichevole                                                               | -                                                                        | 46’                                                                      |
| 4-6-2011                                                                 | Reykjavík                                                                | Islanda                                                                  | 0 – 2                                                                    | Danimarca                                                                | Qual. Euro 2012                                                          | -                                                                        |                                                                          |
| 10-8-2011                                                                | Glasgow                                                                  | Scozia                                                                   | 2 – 1                                                                    | Danimarca                                                                | Amichevole                                                               | -                                                                        |                                                                          |
| 6-9-2011                                                                 | Copenaghen                                                               | Danimarca                                                                | 2 – 0                                                                    | Norvegia                                                                 | Qual. Euro 2012                                                          | -                                                                        | 18’                                                                      |
| 7-10-2011                                                                | Nicosia                                                                  | Cipro                                                                    | 1 – 4                                                                    | Danimarca                                                                | Qual. Euro 2012                                                          | -                                                                        |                                                                          |
| 11-10-2011                                                               | Copenaghen                                                               | Danimarca                                                                | 2 – 1                                                                    | Portogallo                                                               | Qual. Euro 2012                                                          | -                                                                        |                                                                          |
| 29-2-2012                                                                | Copenaghen                                                               | Danimarca                                                                | 0 – 2                                                                    | Russia                                                                   | Amichevole                                                               | -                                                                        |                                                                          |
| 26-5-2012                                                                | Amburgo                                                                  | Danimarca                                                                | 1 – 3                                                                    | Brasile                                                                  | Amichevole                                                               | -                                                                        |                                                                          |
| 2-6-2012                                                                 | Copenaghen                                                               | Danimarca                                                                | 2 – 0                                                                    | Australia                                                                | Amichevole                                                               | -                                                                        | 46’                                                                      |
| 9-6-2012                                                                 | Charkiv                                                                  | Paesi Bassi                                                              | 0 – 1                                                                    | Danimarca                                                                | Euro 2012 - 1º turno                                                     | -                                                                        |                                                                          |
| 13-6-2012                                                                | Leopoli                                                                  | Danimarca                                                                | 2 – 3                                                                    | Portogallo                                                               | Euro 2012 - 1º turno                                                     | -                                                                        |                                                                          |
| 17-6-2012                                                                | Leopoli                                                                  | Danimarca                                                                | 1 – 2                                                                    | Germania                                                                 | Euro 2012 - 1º turno                                                     | -                                                                        |                                                                          |
| 8-9-2012                                                                 | Copenaghen                                                               | Danimarca                                                                | 0 – 0                                                                    | Rep. Ceca                                                                | Qual. Mondiali 2014                                                      | -                                                                        |                                                                          |
| 12-10-2012                                                               | Sofia                                                                    | Bulgaria                                                                 | 1 – 1                                                                    | Danimarca                                                                | Qual. Mondiali 2014                                                      | -                                                                        |                                                                          |
| 16-10-2012                                                               | Milano                                                                   | Italia                                                                   | 3 – 1                                                                    | Danimarca                                                                | Qual. Mondiali 2014                                                      | -                                                                        |                                                                          |
| 14-11-2012                                                               | Istanbul                                                                 | Turchia                                                                  | 1 – 1                                                                    | Danimarca                                                                | Amichevole                                                               | -                                                                        |                                                                          |
| 6-2-2013                                                                 | Skopje                                                                   | Macedonia                                                                | 3 – 0                                                                    | Danimarca                                                                | Amichevole                                                               | -                                                                        | 53’                                                                      |
| 22-3-2013                                                                | Olomouc                                                                  | Rep. Ceca                                                                | 0 – 3                                                                    | Danimarca                                                                | Qual. Mondiali 2014                                                      | 1                                                                        |                                                                          |
| 26-3-2013                                                                | Copenaghen                                                               | Danimarca                                                                | 1 – 1                                                                    | Bulgaria                                                                 | Qual. Mondiali 2014                                                      | -                                                                        |                                                                          |
| 11-6-2013                                                                | Copenaghen                                                               | Danimarca                                                                | 0 – 4                                                                    | Armenia                                                                  | Qual. Mondiali 2014                                                      | -                                                                        |                                                                          |
| 14-8-2013                                                                | Danzica                                                                  | Polonia                                                                  | 3 – 2                                                                    | Danimarca                                                                | Amichevole                                                               | -                                                                        | 64’                                                                      |
| 6-9-2013                                                                 | Ta' Qali                                                                 | Malta                                                                    | 1 – 2                                                                    | Danimarca                                                                | Qual. Mondiali 2014                                                      | -                                                                        |                                                                          |
| 15-11-2013                                                               | Herning                                                                  | Danimarca                                                                | 2 – 1                                                                    | Norvegia                                                                 | Amichevole                                                               | -                                                                        |                                                                          |
| 5-3-2014                                                                 | Londra                                                                   | Inghilterra                                                              | 1 – 0                                                                    | Danimarca                                                                | Amichevole                                                               | -                                                                        | 62’                                                                      |
| 22-5-2014                                                                | Debrecen                                                                 | Ungheria                                                                 | 2 – 2                                                                    | Danimarca                                                                | Amichevole                                                               | -                                                                        | 46’                                                                      |
| 28-5-2014                                                                | Copenaghen                                                               | Danimarca                                                                | 1 – 0                                                                    | Svezia                                                                   | Amichevole                                                               | -                                                                        | 88’                                                                      |
| 7-9-2014                                                                 | Copenaghen                                                               | Danimarca                                                                | 2 – 1                                                                    | Armenia                                                                  | Qual. Euro 2016                                                          | -                                                                        | 57’                                                                      |
| 11-10-2014                                                               | Elbasan                                                                  | Albania                                                                  | 1 – 1                                                                    | Danimarca                                                                | Qual. Euro 2016                                                          | -                                                                        |                                                                          |
| 14-10-2014                                                               | Copenaghen                                                               | Danimarca                                                                | 0 – 1                                                                    | Portogallo                                                               | Qual. Euro 2016                                                          | -                                                                        |                                                                          |
| 14-11-2014                                                               | Belgrado                                                                 | Serbia                                                                   | 1 – 3                                                                    | Danimarca                                                                | Qual. Euro 2016                                                          | 1                                                                        |                                                                          |
| 18-11-2014                                                               | Bucarest                                                                 | Romania                                                                  | 2 – 0                                                                    | Danimarca                                                                | Amichevole                                                               | -                                                                        |                                                                          |
| 25-3-2015                                                                | Aarhus                                                                   | Danimarca                                                                | 3 – 2                                                                    | Stati Uniti                                                              | Amichevole                                                               | -                                                                        |                                                                          |
| 29-3-2015                                                                | Saint-Étienne                                                            | Francia                                                                  | 2 – 0                                                                    | Danimarca                                                                | Amichevole                                                               | -                                                                        |                                                                          |
| 8-6-2015                                                                 | Viborg                                                                   | Danimarca                                                                | 2 – 1                                                                    | Montenegro                                                               | Amichevole                                                               | -                                                                        | 61’                                                                      |
| 13-6-2015                                                                | Copenaghen                                                               | Danimarca                                                                | 2 – 0                                                                    | Serbia                                                                   | Qual. Euro 2016                                                          | -                                                                        | 46’                                                                      |
| 4-9-2015                                                                 | Copenaghen                                                               | Danimarca                                                                | 0 – 0                                                                    | Albania                                                                  | Qual. Euro 2016                                                          | -                                                                        | 86’                                                                      |
| 7-9-2015                                                                 | Erevan                                                                   | Armenia                                                                  | 0 – 0                                                                    | Danimarca                                                                | Qual. Euro 2016                                                          | -                                                                        | 80’                                                                      |
| 8-10-2015                                                                | Braga                                                                    | Portogallo                                                               | 1 – 0                                                                    | Danimarca                                                                | Qual. Euro 2016                                                          | -                                                                        |                                                                          |
| 11-10-2015                                                               | Copenaghen                                                               | Danimarca                                                                | 1 – 2                                                                    | Francia                                                                  | Amichevole                                                               | -                                                                        | 74’                                                                      |
| 14-11-2015                                                               | Solna                                                                    | Svezia                                                                   | 2 – 1                                                                    | Danimarca                                                                | Qual. Euro 2016                                                          | -                                                                        |                                                                          |
| 17-11-2015                                                               | Copenaghen                                                               | Danimarca                                                                | 2 – 2                                                                    | Svezia                                                                   | Qual. Euro 2016                                                          | -                                                                        |                                                                          |
| 24-3-2016                                                                | Herning                                                                  | Danimarca                                                                | 2 – 1                                                                    | Islanda                                                                  | Amichevole                                                               | -                                                                        |                                                                          |
| 29-3-2016                                                                | Glasgow                                                                  | Scozia                                                                   | 1 – 0                                                                    | Danimarca                                                                | Amichevole                                                               | -                                                                        |                                                                          |
| 3-6-2016                                                                 | Toyota                                                                   | Bosnia ed Erzegovina                                                     | 2 – 2 (4 – 3 dtr)                                                        | Danimarca                                                                | Kirin Cup                                                                | 1                                                                        | cap.                                                                     |
| 7-6-2016                                                                 | Suita                                                                    | Danimarca                                                                | 4 – 0                                                                    | Bulgaria                                                                 | Kirin Cup                                                                | -                                                                        | cap.                                                                     |
| 31-8-2016                                                                | Horsens                                                                  | Danimarca                                                                | 5 – 0                                                                    | Liechtenstein                                                            | Amichevole                                                               | -                                                                        | cap. 46’                                                                 |
| 4-9-2016                                                                 | Copenaghen                                                               | Danimarca                                                                | 1 – 0                                                                    | Armenia                                                                  | Qual. Mondiali 2018                                                      | -                                                                        | cap.                                                                     |
| 8-10-2016                                                                | Varsavia                                                                 | Polonia                                                                  | 3 – 2                                                                    | Danimarca                                                                | Qual. Mondiali 2018                                                      | -                                                                        | cap.                                                                     |
| 11-10-2016                                                               | Copenaghen                                                               | Danimarca                                                                | 0 – 1                                                                    | Montenegro                                                               | Qual. Mondiali 2018                                                      | -                                                                        | cap.                                                                     |
| 11-11-2016                                                               | Copenaghen                                                               | Danimarca                                                                | 4 – 1                                                                    | Kazakistan                                                               | Qual. Mondiali 2018                                                      | -                                                                        | cap.                                                                     |
| 15-11-2016                                                               | Mladá Boleslav                                                           | Rep. Ceca                                                                | 1 – 1                                                                    | Danimarca                                                                | Amichevole                                                               | -                                                                        | cap. 78’                                                                 |
| 26-3-2017                                                                | Cluj-Napoca                                                              | Romania                                                                  | 0 – 0                                                                    | Danimarca                                                                | Qual. Mondiali 2018                                                      | -                                                                        | cap. 46’                                                                 |
| 10-6-2017                                                                | Almaty                                                                   | Kazakistan                                                               | 1 – 3                                                                    | Danimarca                                                                | Qual. Mondiali 2018                                                      | -                                                                        | cap.                                                                     |
| 1-9-2017                                                                 | Copenaghen                                                               | Danimarca                                                                | 4 – 0                                                                    | Polonia                                                                  | Qual. Mondiali 2018                                                      | -                                                                        | cap.                                                                     |
| 4-9-2017                                                                 | Erevan                                                                   | Armenia                                                                  | 1 – 4                                                                    | Danimarca                                                                | Qual. Mondiali 2018                                                      | -                                                                        | cap.                                                                     |
| 5-10-2017                                                                | Podgorica                                                                | Montenegro                                                               | 0 – 1                                                                    | Danimarca                                                                | Qual. Mondiali 2018                                                      | -                                                                        | cap.                                                                     |
| 8-10-2017                                                                | Copenaghen                                                               | Danimarca                                                                | 1 – 1                                                                    | Romania                                                                  | Qual. Mondiali 2018                                                      | -                                                                        | cap. 72’                                                                 |
| 11-11-2017                                                               | Copenaghen                                                               | Danimarca                                                                | 0 – 0                                                                    | Irlanda                                                                  | Qual. Mondiali 2018                                                      | -                                                                        | cap.                                                                     |
| 14-10-2017                                                               | Dublino                                                                  | Irlanda                                                                  | 1 – 5                                                                    | Danimarca                                                                | Qual. Mondiali 2018                                                      | -                                                                        | cap.                                                                     |
| 22-3-2018                                                                | Brøndby                                                                  | Danimarca                                                                | 1 – 0                                                                    | Panama                                                                   | Amichevole                                                               | -                                                                        | cap. 64’                                                                 |
| 27-3-2018                                                                | Aalborg                                                                  | Danimarca                                                                | 0 – 0                                                                    | Cile                                                                     | Amichevole                                                               | -                                                                        | cap.                                                                     |
| 2-6-2018                                                                 | Solna                                                                    | Svezia                                                                   | 0 – 0                                                                    | Danimarca                                                                | Amichevole                                                               | -                                                                        | cap. 63’                                                                 |
| 9-6-2018                                                                 | Brøndby                                                                  | Danimarca                                                                | 2 – 0                                                                    | Messico                                                                  | Amichevole                                                               | -                                                                        | cap.                                                                     |
| 16-6-2018                                                                | Saransk                                                                  | Perù                                                                     | 0 – 1                                                                    | Danimarca                                                                | Mondiali 2018 - 1º turno                                                 | -                                                                        | cap.                                                                     |
| 21-6-2018                                                                | Samara                                                                   | Danimarca                                                                | 1 – 1                                                                    | Australia                                                                | Mondiali 2018 - 1º turno                                                 | -                                                                        | cap.                                                                     |
| 26-6-2018                                                                | Mosca                                                                    | Danimarca                                                                | 0 – 0                                                                    | Francia                                                                  | Mondiali 2018 - 1º turno                                                 | -                                                                        | cap.                                                                     |
| 1-6-2018                                                                 | Nižnij Novgorod                                                          | Croazia                                                                  | 1 – 1 dts (3 – 2 dtr)                                                    | Danimarca                                                                | Mondiali 2018 - Ottavi di finale                                         | -                                                                        | cap.                                                                     |
| 9-9-2018                                                                 | Aarhus                                                                   | Danimarca                                                                | 2 – 0                                                                    | Galles                                                                   | UEFA Nations League 2018-2019 - 1º turno                                 | -                                                                        | cap.                                                                     |
| 13-10-2018                                                               | Dublino                                                                  | Irlanda                                                                  | 0 – 0                                                                    | Danimarca                                                                | UEFA Nations League 2018-2019 - 1º turno                                 | -                                                                        | cap.                                                                     |
| 16-10-2018                                                               | Herning                                                                  | Danimarca                                                                | 2 – 0                                                                    | Austria                                                                  | Amichevole                                                               | -                                                                        | cap. 61’                                                                 |
| 21-3-2019                                                                | Pristina                                                                 | Kosovo                                                                   | 2 – 2                                                                    | Danimarca                                                                | Amichevole                                                               | -                                                                        | 60’                                                                      |
| 26-3-2019                                                                | Basilea                                                                  | Svizzera                                                                 | 3 – 3                                                                    | Danimarca                                                                | Qual. Euro 2020                                                          | -                                                                        | cap.                                                                     |
| 7-6-2019                                                                 | Copenaghen                                                               | Danimarca                                                                | 1 – 1                                                                    | Irlanda                                                                  | Qual. Euro 2020                                                          | -                                                                        | cap.                                                                     |
| 10-6-2019                                                                | Copenaghen                                                               | Danimarca                                                                | 5 – 1                                                                    | Georgia                                                                  | Qual. Euro 2020                                                          | -                                                                        | cap. 36’                                                                 |
| 5-9-2019                                                                 | Gibilterra                                                               | Gibilterra                                                               | 0 – 6                                                                    | Danimarca                                                                | Qual. Euro 2020                                                          | -                                                                        | cap. 42’ 63’                                                             |
| 8-9-2019                                                                 | Tbilisi                                                                  | Georgia                                                                  | 0 – 0                                                                    | Danimarca                                                                | Qual. Euro 2020                                                          | -                                                                        | cap.                                                                     |
| 12-10-2019                                                               | Copenaghen                                                               | Danimarca                                                                | 1 – 0                                                                    | Svizzera                                                                 | Qual. Euro 2020                                                          | -                                                                        | cap.                                                                     |
| 15-10-2019                                                               | Aalborg                                                                  | Danimarca                                                                | 4 – 0                                                                    | Lussemburgo                                                              | Amichevole                                                               | -                                                                        | cap. 83’                                                                 |
| 15-11-2019                                                               | Copenaghen                                                               | Danimarca                                                                | 6 – 0                                                                    | Gibilterra                                                               | Qual. Euro 2020                                                          | -                                                                        | cap.                                                                     |
| 18-11-2019                                                               | Dublino                                                                  | Irlanda                                                                  | 1 – 1                                                                    | Danimarca                                                                | Qual. Euro 2020                                                          | -                                                                        | cap.                                                                     |
| 5-9-2020                                                                 | Copenaghen                                                               | Danimarca                                                                | 0 – 2                                                                    | Belgio                                                                   | UEFA Nations League 2020-2021 - 1º turno                                 | -                                                                        | cap.                                                                     |
| 8-9-2020                                                                 | Copenaghen                                                               | Danimarca                                                                | 0 – 0                                                                    | Inghilterra                                                              | UEFA Nations League 2020-2021 - 1º turno                                 | -                                                                        | 82’                                                                      |
| 7-10-2020                                                                | Herning                                                                  | Danimarca                                                                | 4 – 0                                                                    | Fær Øer                                                                  | Amichevole                                                               | -                                                                        | 82’                                                                      |
| 11-10-2020                                                               | Reykjavík                                                                | Islanda                                                                  | 0 – 3                                                                    | Danimarca                                                                | UEFA Nations League 2020-2021 - 1º turno                                 | -                                                                        | cap.                                                                     |
| 14-10-2020                                                               | Londra                                                                   | Inghilterra                                                              | 0 – 1                                                                    | Danimarca                                                                | UEFA Nations League 2020-2021 - 1º turno                                 | -                                                                        | cap.                                                                     |
| 15-11-2020                                                               | Copenaghen                                                               | Danimarca                                                                | 2 – 1                                                                    | Islanda                                                                  | UEFA Nations League 2020-2021 - 1º turno                                 | -                                                                        | cap.                                                                     |
| 18-11-2020                                                               | Lovanio                                                                  | Belgio                                                                   | 4 – 2                                                                    | Danimarca                                                                | UEFA Nations League 2020-2021 - 1º turno                                 | -                                                                        | cap.                                                                     |
| 25-3-2021                                                                | Tel Aviv                                                                 | Israele                                                                  | 0 – 2                                                                    | Danimarca                                                                | Qual. Mondiali 2022                                                      | -                                                                        | cap.                                                                     |
| 28-3-2021                                                                | Herning                                                                  | Danimarca                                                                | 8 – 0                                                                    | Moldavia                                                                 | Qual. Mondiali 2022                                                      | -                                                                        | 77’                                                                      |
| 31-3-2021                                                                | Vienna                                                                   | Austria                                                                  | 0 – 4                                                                    | Danimarca                                                                | Qual. Mondiali 2022                                                      | -                                                                        | cap.                                                                     |
| 2-6-2021                                                                 | Innsbruck                                                                | Germania                                                                 | 1 – 1                                                                    | Danimarca                                                                | Amichevole                                                               | -                                                                        | cap. 80’                                                                 |
| 6-6-2021                                                                 | Brøndbyvester                                                            | Danimarca                                                                | 2 – 0                                                                    | Bosnia ed Erzegovina                                                     | Amichevole                                                               | -                                                                        | cap. 46’                                                                 |
| 12-6-2021                                                                | Copenaghen                                                               | Danimarca                                                                | 0 – 1                                                                    | Finlandia                                                                | Euro 2020 - 1º turno                                                     | -                                                                        | cap. 63’                                                                 |
| 17-6-2021                                                                | Copenaghen                                                               | Danimarca                                                                | 1 – 2                                                                    | Belgio                                                                   | Euro 2020 - 1º turno                                                     | -                                                                        | cap.                                                                     |
| 21-6-2021                                                                | Copenaghen                                                               | Russia                                                                   | 1 – 4                                                                    | Danimarca                                                                | Euro 2020 - 1º turno                                                     | -                                                                        | cap.                                                                     |
| 26-6-2021                                                                | Amsterdam                                                                | Galles                                                                   | 0 – 4                                                                    | Danimarca                                                                | Euro 2020 - Ottavi di finale                                             | -                                                                        | cap. 77’                                                                 |
| 3-7-2021                                                                 | Baku                                                                     | Rep. Ceca                                                                | 1 – 2                                                                    | Danimarca                                                                | Euro 2020 - Quarti di finale                                             | -                                                                        | cap.                                                                     |
| 7-7-2021                                                                 | Londra                                                                   | Inghilterra                                                              | 2 – 1 dts                                                                | Danimarca                                                                | Euro 2020 - Semifinale                                                   | -                                                                        | cap.                                                                     |
| 1-9-2021                                                                 | Copenaghen                                                               | Danimarca                                                                | 2 – 0                                                                    | Scozia                                                                   | Qual. Mondiali 2022                                                      | -                                                                        | cap.                                                                     |
| 7-9-2021                                                                 | Copenaghen                                                               | Danimarca                                                                | 5 – 0                                                                    | Israele                                                                  | Qual. Mondiali 2022                                                      | 1                                                                        | cap.                                                                     |
| 9-10-2021                                                                | Chișinău                                                                 | Moldavia                                                                 | 0 – 4                                                                    | Danimarca                                                                | Qual. Mondiali 2022                                                      | 1                                                                        | cap. 46’                                                                 |
| 12-10-2021                                                               | Copenaghen                                                               | Danimarca                                                                | 1 – 0                                                                    | Austria                                                                  | Qual. Mondiali 2022                                                      | -                                                                        | cap.                                                                     |
| 12-11-2021                                                               | Copenaghen                                                               | Danimarca                                                                | 3 – 1                                                                    | Fær Øer                                                                  | Qual. Mondiali 2022                                                      | -                                                                        | cap.                                                                     |
| 15-11-2021                                                               | Glasgow                                                                  | Scozia                                                                   | 2 – 0                                                                    | Danimarca                                                                | Qual. Mondiali 2022                                                      | -                                                                        | cap.                                                                     |
| 22-9-2022                                                                | Zagabria                                                                 | Croazia                                                                  | 2 – 1                                                                    | Danimarca                                                                | UEFA Nations League 2022-2023 - 1º turno                                 | -                                                                        | cap. 57’ 72’                                                             |
| 25-9-2022                                                                | Copenaghen                                                               | Danimarca                                                                | 2 – 0                                                                    | Francia                                                                  | UEFA Nations League 2022-2023 - 1º turno                                 | -                                                                        | 71’                                                                      |
| 22-11-2022                                                               | Al Rayyan                                                                | Danimarca                                                                | 0 – 0                                                                    | Tunisia                                                                  | Mondiali 2022 - 1º turno                                                 | -                                                                        | cap. 65’                                                                 |
| 23-3-2023                                                                | Copenaghen                                                               | Danimarca                                                                | 3 – 1                                                                    | Finlandia                                                                | Qual. Euro 2024                                                          | -                                                                        | cap.                                                                     |
| 26-3-2023                                                                | Astana                                                                   | Kazakistan                                                               | 3 – 2                                                                    | Danimarca                                                                | Qual. Euro 2024                                                          | -                                                                        | cap.                                                                     |
| 16-6-2023                                                                | Copenaghen                                                               | Danimarca                                                                | 1 – 0                                                                    | Irlanda del Nord                                                         | Qual. Euro 2024                                                          | -                                                                        | cap.                                                                     |
| 19-6-2023                                                                | Lubiana                                                                  | Slovenia                                                                 | 1 – 1                                                                    | Danimarca                                                                | Qual. Euro 2024                                                          | -                                                                        | cap.                                                                     |
| 7-9-2023                                                                 | Copenaghen                                                               | Danimarca                                                                | 4 – 0                                                                    | San Marino                                                               | Qual. Euro 2024                                                          | -                                                                        | Cap.                                                                     |
| 10-9-2023                                                                | Helsinki                                                                 | Finlandia                                                                | 0 – 1                                                                    | Danimarca                                                                | Qual. Euro 2024                                                          | -                                                                        | 81’                                                                      |
| 14-10-2023                                                               | Copenaghen                                                               | Danimarca                                                                | 3 – 1                                                                    | Kazakistan                                                               | Qual. Euro 2024                                                          | -                                                                        | cap. 27’                                                                 |
| 17-10-2023                                                               | Serravalle                                                               | San Marino                                                               | 1 – 2                                                                    | Danimarca                                                                | Qual. Euro 2024                                                          | -                                                                        | cap.                                                                     |
| 23-3-2024                                                                | Copenaghen                                                               | Danimarca                                                                | 0 – 0                                                                    | Svizzera                                                                 | Amichevole                                                               | -                                                                        | cap. 65’                                                                 |
| 8-6-2024                                                                 | Brøndbyvester                                                            | Danimarca                                                                | 3 – 1                                                                    | Norvegia                                                                 | Amichevole                                                               | -                                                                        | 63’                                                                      |
| Totale                                                                   |                                                                          | Presenze (2º posto)                                                      | 132                                                                      |                                                                          | Reti                                                                     | 5                                                                        |                                                                          |

## Palmarès

### Club
- Campionato italiano: 1

Milan: 2021-2022

### Individuale
- Calciatore danese dell'anno: 2

2009, 2021
- UEFA President's Award: 1

2021
- Premio Astori: 1

2021
- Premio Scirea: 1

2021
- Premio Gentleman: 1

2021